# Araneus alhue
Araneus alhue là một loài nhện trong họ Araneidae.
Loài này thuộc chi Araneus. Araneus alhue được Herbert Walter Levi miêu tả năm 1991.